# Богазкейський архів
Богазкейський архів — архів, знайдений у невеличкому місті Богазкей у Туреччині, що знаходиться на місці колишньої столиці Хеттської держави міста Хаттуса. Був знайдений Г. Вінклером у 1906–1912 роках.
Архів містить 15 тис. глиняних клинописних табличок, написаних головним чином хеттською мовою, окремі тексти історичного й політичного змісту написані аккадською мовою, є також тексти іншими стародавніми мовами Малої Азії — лувійською, палайською, хаттською, хурритською. Богазкейський архів містить царські аннали, хроніки, укази, договори, списки царів, дипломатичне листування, дарчі записи, зведення законів, судові протоколи, міфологічні й релігійні тексти, астрологічні пророцтва, шумерсько-аккадсько-хеттські словники, твори з конярства тощо. Більшість текстів, знайдених у Богазкейському архіві, належать до новохеттського періоду (14—13 ст. до н. е.) й лише невелика їх частина належать 17—16 ст. до н. е.